# 土師氏
土師氏（はじうじ、はじし）は、「土師」を氏の名とする氏族。
天穂日命の後裔と伝わる野見宿禰が殉死者の代用品である埴輪を発明し、第11代天皇である垂仁天皇から「土師職（はじつかさ）」と土師臣姓を賜ったと日本書紀にある。

## 概要
古代豪族だった土師氏は土木系の技術を氏業とし、出雲国、吉備国、河内国、大和国の4世紀末から6世紀前期までの約150年間におよぶ古墳時代に、古墳造営や葬送儀礼に関った氏族である。後に各分野や官人に多彩な人材を輩出した。
大阪府藤井寺市、三ツ塚古墳を含めた道明寺一帯は、河内土師氏が本拠地としていた所である。道明寺は土師氏氏寺として7世紀中ごろから第三四半世紀に創建された。道明寺天満宮は、天暦元年（947年）土師氏氏神として設立された土師神社が、後に天満宮として拡大した所である。
備前国邑久郡土師郷一帯は、飛鳥京跡苑池遺構2001年出土の木簡では、「大伯郡土師里土師・寅米一石」とあり、「大伯郡土師里」と呼ばれ、そこの土師寅が米一石を送ったことが墨書されており、土師氏の広がりが分かる。
土師氏は野見宿禰を祖先とする氏族で、野見宿禰については、『日本書紀』垂仁7年7月7日条にその伝承が見える。それによると、大和国の当麻邑に力自慢の当麻蹶速という人物がおり、天皇は出雲国から野見宿禰を召し、当麻蹶速と相撲を取らせた。野見宿禰は当麻蹶速を殺して、その結果、天皇は当麻蹶速の土地（現・奈良県葛城市當麻）を野見宿禰に与えた。そして、野見宿禰はそのままそこに留まって、天皇に仕えた、とある。野見宿禰の「野見」は、『出雲風土記』飯石（いいし）郡条に「能見」地名の記載があり、この地の出身とされている。 
野見宿禰に関する2つ目の伝承として、埴輪を発明したとするものがある。『日本書紀』垂仁32年7月6日条によれば、垂仁天皇の皇后である日葉酢媛命が亡くなった時、それまで垂仁天皇は、古墳に生きた人を埋める殉死を禁止していた為、群臣にその葬儀をいかにするかを相談したところ、野見宿禰が土部100人を出雲から呼び寄せ、人や馬など、いろんな形をした埴輪を造らせ、それを生きた人のかわりに埋めることを奏上し、これを非常に喜んだ天皇は、その功績を称えて「土師」の姓を野見宿禰に与えたとある。ただし考古学研究により、埴輪の起源は吉備国の墳丘墓で使われた特殊器台・特殊壺にあり、それが古墳時代に大和国に導入されて朝顔形埴輪、円筒埴輪に変化したことが判明している。さらに、人物や馬形などの形象埴輪は古墳時代中頃より出現したもので、用途も殉死の代わりではなく、首長が生前に行った王権の継承儀礼や複数の儀礼行為の場面を再現して顕彰したものと考えられている。そのため、野見宿禰による埴輪発明の伝承は考古学的史実と一致しないことから、後世に土師氏が創作したものとみられる。持統5年（691）年『日本書紀』編纂用の18氏家記・墓記提出令の際に、記載はないが同時の頃に下級の土師氏らも家記を提出し、編纂資料として参照されたと推定されている。
律令制で喪葬儀礼を担当する諸陵司（天平元年寮に昇格）に多数の役職者を出し、拠点として喪葬儀礼を主として担当し、天皇・皇族の殯宮の造営も任じられた。
推古11（603）年、土師猪手が周防国佐波に来目皇子の殯宮の造営した。皇極2（643）年、天皇の詔によって吉備姫王の葬儀執行を担当した。
しかし、葬儀礼だけではなく穴穂部皇子殺戮など、様々な軍事動員に応じている。また儀礼職を広げて推古18（610）年新羅使対応役、白雉4（653）年に遣唐使送使など外交儀礼任務も担当している。大化2（646）年には官人として東国国司の主典に任じられる。学芸にも人材を出している。奈良時代の終わりには喪葬儀礼から離れ多彩な官人としての展開をしていく。
続日本紀によれば、桓武天皇の母方の祖母・土師真妹は山城国乙訓郡大枝郷（大江郷）の土師氏出身である。その娘の高野新笠は、桓武天皇、早良親王の母となった。土師氏の一族は、桓武天皇にカバネを与えられ、河内土師氏は改姓せず残るが、秋篠氏・菅原氏、大枝氏（後に大江氏）に分かれていった。